# Van
 Denne artikel omhandler en by i Tyrkiet. Opslagsordet har også en anden betydning, se Vaner.
Van er en by i det østlige Tyrkiet med 1.127.612(2023) indbyggere. Byen er hovedstad i en provins, der også hedder Van, og ligger ved bredden af Tyrkiets største sø, Vansøen. Van har tidligere haft en betydelig armensk befolkning. Under 1. verdenskrig var den skueplads for voldsomme kampe mellem tyrkiske og armenske kæmpende som en del af det armenske folkedrab. Byen var en af de mange byer, som Tyrkiet overtog efter den tyrkiske uafhængighedskrig. Man kan stadig se de nu faldefærdige kirker som tidligere er bygget af de kristne armenske beboere. I nutiden er byen kendt for sine håndvævede tæpper.